# Burtle
Burtle är en ort och civil parish i Storbritannien.   Den ligger i grevskapet Somerset och riksdelen England, i den södra delen av landet, 190 km väster om huvudstaden London. Burtle ligger 6 meter över havet och antalet invånare är 388.
Terrängen runt Burtle är platt.Runt Burtle är det ganska tätbefolkat, med 179 invånare per kvadratkilometer. Trakten runt Burtle består i huvudsak av gräsmarker.